# Tarache ardoris
Tarache ardoris is een vlinder uit de familie van de uilen (Noctuidae). De wetenschappelijke naam van deze soort is voor het eerst voorgesteld door Jacob Hübner in een publicatie uit 1827.
De soort komt voor in de Verenigde Staten en Brazilië.